# 京福電気鉄道モボ21形電車
京福電気鉄道モボ21形電車（けいふくでんきてつどうモボ21がたでんしゃ）は、京福電気鉄道に在籍する路面電車車両。

## 概要
1994年（平成6年）に平安京遷都1200周年を記念する行事が行われた際、京福電気鉄道の協賛の一環として登場した、モボ621形を設計基本とするレトロ調車両である。
1994年（平成6年）に2両が製造された。車番は母体となったモボ621形の下2桁の続番（モボ621形は621～625の5両が製造）で26および27となっている。
車体は前面非貫通型・15m級片側客用扉2個の普通鋼製であり、前面窓には3枚窓を採用し、運転台上に前照灯を、前面窓上に行先表示幕を、下両側に標識灯を、右上にワンマン運転用のサイドミラーを装備している。側扉に楕円型戸袋窓を採用、側窓には保護棒が設置されている。また、屋根はダブルルーフ（2重屋根構造・ダミー）となっており、冷房室外機の目隠しにも使われている。車体はブラウンで塗装され、側扉・側窓周りに26はゴールドの、27はシルバーの装飾帯が配されている。なお、嵐電車両は、2010年の開業100年を契機に車体色が「京紫」に変更されたが、当形式は変更されていない。
車内はロングシートを装備し、座席両端には木目調の化粧板が採用されている。シートの色は茶色であったが、2012年秋頃から順次抹茶色に交換された（優先席部分を除く）。照明には白熱灯を模したカバーを有する特別な蛍光灯が採用され、側扉付近には実際に白熱灯が使用されている。また、当初は、運転台後部に整理券発行機と運賃箱が設置されていたが、2002年7月1日の均一運賃制移行・スルッとKANSAI導入に伴い、整理券発行機は撤去され、運賃箱には路線バス同様のカード処理機が取り付けられている。網棚・吊革はモボ121形からの流用品である。
制御装置は電動カム軸式抵抗制御であり、主要機器類は主電動機としてモボ121形126・121から流用したSE129B(44.8kW)を2基、駆動装置は吊り掛け駆動方式を採用、台車は同じくモボ121形から流用したBWE12を履いていた。また、四条大宮・北野白梅町寄りにZ型パンタグラフが設置されていた。
2021年に2両とも車両更新が行われ、行先表示器がLED式に、パンタグラフがシングルアーム式に、台車が住友FS93に換装された。

## 運用
1994年（平成6年）6月にワンマン運用で運転を開始し、嵐山本線四条大宮～嵐山間、北野線北野白梅町～帷子ノ辻間の全線で運用されている。
また、現在は行われていないが春と秋の観光シーズンの土曜・休日に行われる北野白梅町～嵐山間の直通運転に際してはモボ21形が優先的に運用されていた。

## その他
- 2007年3月15～21日に開催された「京都太秦シネマフェスティバル」の一環で、同年3月10日から21日まで、車体外部に映画ポスターが貼られていた。